# A Night In and Out with Boy George: A DJ Mix
A Night In and Out with Boy George: A DJ Mix è un doppio album, immesso sul mercato a dicembre, dall'etichetta Trust The DJ (nonché dalla PIAS e dalla Import), che riunisce, su un unico CD, le due raccolte singole, mixate dal neo-DJ Boy George, già pubblicate in precedenza, dalla Moonshine Records, nel corso del 2002. Il CD 2 ripropone A Night In with Boy George: A Chillout Mix, uscita ad ottobre, il cui titolo suggerisce un ascolto notturno («night») e casalingo («in») della compilation, dai ritmi più rilassati («chillout»); mentre il CD 2 ripresenta la raccolta precedente, pubblicata, due mesi prima, ad agosto, dal titolo simile, A Night Out with Boy George: A DJ Mix, rivolta invece, nelle intenzioni, sempre ad un ascolto preferibilmente a notte tarda («night»), ma in un club o in una discoteca («out»), e dai ritmi più ballabili («a DJ mix»). Mentre il primo CD è composto per lo più da brani, abbastanza conosciuti, in stile progressive house, con qualche accenno di trance sul finale, il secondo CD è costituito da brani underground poco conosciuti e molto meno ballabili, che rappresentano anche uno spaccato degli eclettici gusti musicali di Boy George, la musica da lui ascoltata nelle lunghe e tardi notte solitarie, trascorse nella tranquillità della sua casa.
Boy George continua la missione della sua nuova carriera di DJ, in particolare, e della sua vita, in generale, che consiste nell'esporre, ai fan della musica dance, gli artisti underground meno conosciuti, che raramente càpita di ascoltare al di fuori delle discoteche. Come accennato, questo doppio CD, pubblicato dalla sua nuova etichetta Trust The DJ (che è anche il nome di un sito Web a lui connesso, del programma radio che conduce, sempre in rete, e del relativo DJ service), spacca praticamente il set in due, con il primo CD al cui ritmo ballabile è possibile scatenarsi, in mancanza di una pista da ballo reale, e il secondo che raccoglie, invece, una serie di pezzi più rilassati, da ascoltare nei momenti più intimi. È una divisione che si rivela azzeccata (l'artista avrebbe anche potuto scegliere di rimescolare le due track listing, alternando i brani più lenti a quelli più discotecari), dando la possibilità all'ascoltatore di scegliere l'umore adatto al momento, e riuscendo ad accontentare praticamente tutti.
Anche se nessuna delle canzoni su A Night In and Out with Boy George: A DJ Mix è personalmente remixata dallo stesso George, che si limita soltanto a fare il DJ, l'artista possiede un indubbio talento in quanto tale, sia nella scelta in primi di brani che si completano a vicenda, sia nell'abilità di mixare il tutto con fluidità e scorrevolezza (un còmpito particolarmente difficile, visti i ritmi eclettici di entrambi i CD, dalle differenze a dir poco selvagge). Il primo CD, A Night Out with Boy George: A DJ Mix, sembra essere più omogeneo, anche se forse è un po' poco vario, il che fa sembrare questo prima parte eccessivamente lunga (ma è soltanto un'impressione dovuta alla mancanza di diversità di fondo, visto che il secondo CD dura appena 30 secondi di meno!). Il momento clou è forse rappresentato proprio da una traccia interpretata dallo stesso Boy George con i Dark Globe, intitolata "Auto-Erotic", dalla  melodia e dal ritmo scatenato. Il secondo CD, A Night In with Boy George: A Chillout Mix, suona più interessante, per quanto di gran lunga più curioso, a tratti persino strano, un mix che, nei momenti migliori miscela, e in quelli peggiori mischia ballate, pop, dance, rap e world music. "World Crashes Down" di Kid Galahad è un brano a dir poco brillante, che, preso da sé, vale forse tutto il CD, ma perde un po' nell'accostamento con la successiva "The Good Life" di Mr. Live (per non parlare del brusco – troppo brusco, a dire il vero – passaggio tra le due canzoni). La nota positiva di base, il vero merito di Boy George risiede nel fatto, già accennato, che il neo-DJ si è fatto volontario promotore di un gran numero di artisti di talento che, altrimenti, non avrebbero mai potuto arrivare né alle orecchie del grande pubblico, né girare all'interno di un lettore CD. In generale, un'ottima raccolta di brani, ideale sia per le feste (il primo CD) che per altri momenti speciali (il secondo CD).

## Tracce

### CD 1: A Night Out with Boy George: A DJ Mix
1. Everlasting Life (Carter) - Jon Carter - 4:13
2. Auto-Erotic (Diggens/O'Dowd/Frost) "Mashup Vocal Remix" - Dark Globe & Boy George - 4:15
3. Silence (Roland/Allen) - Dark & Lovely - 3:46
4. Julian (O'Dowd/Frost) "Kinky Roland's «Art As Revenge» Mix" - The Gay & Lesbian Disco Association - 2:55
5. I Need Ya (Marriott) - Dino Fingers Ramirez - 4:14
6. Yess (Selway/Smith) - Christian Smith & John Selway - 3:39
7. U Need It (Bailey) "Saeed & Palash «Groove-Locked» Mix" - Peter Bailey - 2:55
8. Dizzy (Deva, Schiessl, Chatterley) - Yum Yum vs Deva - 3:41
9. Come With Me (Tasty Tim/Michael) "Dark Mix" - T-Total - 4:39
10. Sound Of The Floor (Snell/Lucas/Swain) "Superchumbo's Leadhead Dub" - Menace - 3:02
11. Freedom Is... (Felli/Greppi) "Mad Drivers Mix" - Stefano Greppi - 3:53
12. Big Groovy Fucker (Gardner/Rous) - Plump DJs - 3:25
13. Give Me A Sign (Index) "Toulouse Le Plot Mix" - Treatment - 3:39
14. Smile To Shine (Baz/Bugiolacchi) "Problem Kids Vocal Mix" - Baz - 4:16
15. If You Fall (Ad Finem) "M.A.S. Collective Noosa Mix" - Ad Finem - 4:15
16. Remember Garnett (Eberz/Paine) - Solomonic Sound - 4:52
17. Stolen The Sun (Brown/Freeman/Norris/Chatterley) "6AM Mix" - 6AM - 7:26
18. The Dealer (Drummond/Marks Brothers) - Dealer - 4:28

### CD 2: A Night In with Boy George: A Chillout Mix
1. Bardot (Marden Hill) – Marden Hill - 5:56
2. So Easy (Torbjørn Brundtland/Svein Berge) – Röyskopp - 3:38
3. Stick It To 'Em (N.D.) – Jadell - 4:17
4. World Crashes Down (N.D.) – Kid Galahad - 5:10
5. The Good Life (J Smith) – Mr Live - 2:58
6. Not My People (Traditional/Away Team) – Away Team featuring Alabama Singers - 4:27
7. Presto (C. Wilson) – Blueprint - 6:20
8. Vitamin C (Irmin Schmidt/Michael Karoli/Jaki Liebezeit/Martin Schuring/Keiichi Susuki) – Can - 3:32
9. Preacher Man (Torbjørn Brundtland) – Doc L Junior - 7:06
10. Agustine (Blair Jollands) "Away Team Half Vocal Mix" – El Hula - 5:15
11. Burning Up (N.D.) – Alpinestars - 4:29
12. We Can Walk It Out (N.D.) – Benchplayer - 5:05
13. Terrapin (Simon Green) – Bonobo - 4:15
14. Sail On (N.D.) – Charlie Mills featuring Blank Space - 4:58
15. AAJ Mera Jee Kardaa (Mychael Danna) – Mychael Danna - 5:40

## Credits

### Produzione
- Boy George: performer principale, produzione, DJ mix
- Guy Sigsworth, David Snell, John Selway, Kevin Swain, Kinky Roland, Tasty Tim, Peter Bailey, Kevan Frost, Lee Rous, Treatment, Ad Finem, Katy Allen, Robert Michael: produzione CD 1
- Jack Millman, Marden Hill, C. Wilson, Jim Abbiss, Torbjørn Brundtland, Svein Berge: produzione CD 2
- Antonia Lucas: voce, produzione CD 1
- Jon Carter, Dean Marriott: produzione, missaggio CD 1
- Mas Collective, Problem Kids, Tom Stephan: produzione, remix CD 1
- Palash, Saeed: remix CD 2

### Staff
- Cheeky Paul: tecnico del suono CD 1
- Bel: tecnico del suono CD 2
- Jeff Aguila: design
- Andre Csillag: fotografia

## Dettagli pubblicazione
| Paese | Data | Etichetta                | Formato | N° Catalogo  |
| UK    | 2002 | Trust The DJ (TTDJ)      | CD      | TTDJ 003     |
|       |      | Play It Again Sam (PIAS) |         | 627.0003.023 |